# Battaglia di Hundsfeld
La battaglia di Hundsfeld fu combattuta nel 1109 tra il Sacro Romano Impero e il Regno di Polonia. Le forze imperiali erano condotte dall'imperatore Enrico V, mentre le forze polacche da Boleslao III. La battaglia ebbe come esito la vittoria della Polonia.
La battaglia (conosciuta in polacco come la "Battaglia di Psie Pole" ebbe luogo in un campo che è ora il Psie Pole ("Campo dei Cani"), distretto della città polacca di Breslavia. Il campo fu chiamato così dallo storico polacco Vincenzo Kadłubek dopo che "i cani che, divorando così tanti cadaveri (dei caduti), caddero in una ferocia così folle che nessuno osò più avventurarsi in quel luogo".